# リビジョンタグ
リビジョンタグ (英: revision tag)は、バージョン管理システムによって維持されているプロジェクトの特定のリビジョンに関連付けるテキストラベルのこと。これにより、ユーザーは、バージョン管理下にあるプロジェクトの特定の状態に付けられる意味のある名前を定義できる。このラベルは、バージョン管理システムでサポートされているコマンドのリビジョン識別子の代わりに使用する。
たとえば、ソフトウェア開発では、タグを使用して、「バージョン1.2」などのソフトウェアの特定のリリースを識別する。